# Дейвис, Найджел
Найджел Родни Дейвис (англ. Nigel Rodney Davies; род. 31 июля 1960, Саутпорт, Мерсисайд) — английский шахматист, гроссмейстер (1993).
В составе сборной Англии участник 2-х командных чемпионатов мира среди юношей до 26 лет (1981—1983). В 1981 году, играя на 4 доске, выиграл «серебро» в команде и «золото» в индивидуальном зачёте.
В составе различных клубов многократный участник соревнований в Шахматной лиге четырёх наций (1998, 2000, 2004—2009).
Победитель British Rapidplay Chess Championships в 1987 году. В 2009 году ушёл из профессиональных шахмат.

## Книги
- The chess player’s battle manual (1998)
- The power chess program (2 Bände, 1998 und 1999)
- Alekhine’s defence (2001)
- Taming the Sicilian (2002)
- The Grünfeld defence (2002)
- The Veresov (2003)
- The dynamic Reti (2004)
- The Trompowsky (2005)
- Play 1 e4 e5! (2005)
- Gambiteer (2 Bände, 2007)
- Starting out: The Modern (2008)
- Play the Catalan (2009)

## Изменения рейтинга
| Графики недоступны из-за технических проблем. См. информацию на Фабрикаторе и на mediawiki.org. |